# Jeff Wilson
Jeffrey William Wilson (Invercargill, 24 de octubre de 1973) es un exjugador neozelandés de rugby y críquet que se desempeñaba como wing o Fullback.

## Carrera
Debutó en primera de Otago RFU con 19 años en 1993 y jugó en ellos hasta su retiro en 2002. En 1996 se convirtió en profesional al ser contratado por los Highlanders, una de las franquicias neozelandesas del Super Rugby con la que estuvo hasta su retiro. Luego de dejar el rugby volvió a jugar críquet llegando a representar a su país en 2005.

## Selección nacional
Wilson fue convocado a los All Blacks por primera vez en 1993 y jugó con ellos hasta su retiro. En total disputó 60 partidos y marcó 234 puntos.

### Participaciones en la Copa del Mundo
Disputó las Copas Mundiales de Sudáfrica 1995 y Gales 1999 siendo los All Blacks derrotados en la final ante los Springboks y en la semifinal frente a Les Bleus respectivamente.
| Mundial                       | Sede      | Resultado     | PJ | Tries |
| ----------------------------- | --------- | ------------- | -- | ----- |
| Copa Mundial de Rugby de 1995 | Sudáfrica | Subcampeón    | 5  | 3     |
| Copa Mundial de Rugby de 1999 | Gales     | Cuarto puesto | 6  | 6     |

## Palmarés
- Campeón del Rugby Championship de 1996, 1997 y 1999.